# Щедровицкий, Пётр Георгиевич (младший)
Пётр Гео́ргиевич Щедрови́цкий (род. 17 сентября 1958, Москва, СССР) — российский методолог и политтехнолог. Консультант по вопросам пространственного развития, региональной и промышленной политики, инновационной деятельности и подготовки кадров. Президент фонда «Институт развития им. Г. П. Щедровицкого».

## Ранние годы
Сын философа Г. П. Щедровицкого. С 1975 по 1980 года учился в Педагогическом институте им. Ленина на факультете педагогики и психологии. По окончании пединститута окончил аспирантуру Института общей и педагогической психологии. Занимается логико-методологическими проблемами исследования, дескрипции, объективности и объективации в гуманитарных науках.

## Карьера
В начале и середине 1990-х годов постоянный участник Аналитической группы Внешнеполитической ассоциации («Группа Бессмертных», по фамилии бывшего министра иностранных дел СССР А. Бессмертных) В период с 2000 по 2005 годы являлся советником Полномочного представителя Президента РФ в Приволжском федеральном округе С. В. Кириенко по вопросам стратегического развития.
Инициатор выпуска и член редакционного совета книжных серий «Философия России первой половины XX века» и «Философия России второй половины XX века».
| Период                     | Должность |
| -------------------------- | --- |
| Апрель 2011 — н. в.        | Заместитель директора Института философии РАН, советник генерального директора Государственной корпорации по атомной энергии «Росатом», представитель «Росатома» в собрании участников компании «Центр ионных и антипротонных исследований в Европе (ФАИР)», член Совета ИТЭР от РФ |
| Август 2012 года — н. в.   | Член Экспертного совета при Правительстве Российской Федерации |
| Апрель 2011 — декабрь 2013 | Первый заместитель директора Института философии РАН |
| Август 2006 — Август 2007  | Председатель Совета директоров ОАО «ВНИИАЭС» (Москва) |
| 2005 — н. в.               | Президент Некоммерческого научного фонда «Институт развития имени Г. П. Щедровицкого» |
| 2005—2008                  | Советник руководителя Федерального агентства по атомной энергии РФ |
| Июль 2008 — Апрель 2011    | Заместитель генерального директора по стратегическому развитию — директор Дирекции по научно-техническому комплексу Государственной корпорации по атомной энергии «Росатом» (Москва) член Правления Госкорпорации «Росатом»                                                         |
| Август 2007 — Июль 2008    | Заместитель директора ОАО «Атомный энергопромышленный комплекс» (Москва) |
| Август 2006 — Август 2007  | Председатель правления (Президент) ОАО «ВНИИАЭС» (Москва) |
| Февраль 2005 — Август 2006 | Генеральный директор ФГУП «ЦНИИАТОМИНФОРМ» (Москва) |

## Санкции
22 июня 2022 года Щедровицкий дал интервью журналисту Михаилу Зыгарю, в котором осудил вторжение России в Украину. Щедровицкий заявил, что начиная с 24 февраля 2022 года прекратил всякое сотрудничество с российскими правительственными учреждениями. Зыгарь отмечает, что на самом деле концепция «Русского мира» Щедровицкого является полной противоположностью тому, как её стала использовать кремлёвская пропаганда.
Несмотря на это, в октябре 2022 года, на фоне вторжения России на Украину, Международная рабочая группа по вопросам санкций Ермака — Макфола включила Щедровицкого в список пропагандистов и идеологов войны которые «создают лживые нарративы в соответствии с политикой Кремля», с предложением введения против него санкций.
7 января 2023 года Щедровицкий внесён в санкционный список Украины как «один из разработчиков концепции „Русского мира“, которая активно стала использоваться президентом и правительством РФ с 2014 года».